# Wilsberg: Ins Gesicht geschrieben
Ins Gesicht geschrieben ist die 64. Folge der Fernsehfilmreihe Wilsberg. Der Film basiert auf der Wilsberg-Figur von Jürgen Kehrer. Regie führte Dominic Müller, das Drehbuch schrieb Mario Sixtus. Erstmals wird die Handlung einer Wilsberg-Folge nach Bielefeld verlegt. Die Premiere des Films erfolgte am 13. Oktober 2019 auf dem Filmfestival Cologne und die TV-Erstausstrahlung im ZDF am 2. November 2019.

## Handlung
Ekki fährt zum 20-jährigen Jubiläum des Steuerfahnders Elmar Barnack, den er aus Studienzeiten kennt, nach Bielefeld und nimmt Wilsberg mit, der dort seinen Freund Manni Höch besuchen will. Anna Springer ist im Urlaub und spielt erstmals in dieser Folge nicht mit.
In Bielefeld wird am selben Tag die Smartphone-App „Face23“ des gleichnamigen Unternehmens präsentiert, die Menschen per Smartphone-Kamera erkennt und alle im Netz verfügbaren Daten über sie darstellt. In Bielefeld soll ein Pilotversuch der App laufen. Face23 wird von Datenschutzaktivisten scharf torpediert. Das Haus des IT-Promis Benjamin Heller, der Pionierarbeit für die App geleistet hat, wird in der Nacht von maskierten Personen mit Kampfhunden angegriffen, wobei Heller, der panische Angst vor Hunden hat, einen tödlichen Herzstillstand erleidet.
Schnell stellt sich heraus, dass nicht die Hunde dafür die Ursache waren, sondern Hellers Herzschrittmacher mit einer speziellen, im Fachhandel erhältlichen Fernbedienung gezielt abgeschaltet wurde. Es ist lediglich nicht bekannt, wer sie besitzt oder bedient hat. Dringend tatverdächtig ist Alex, die gerade mit Benjamin eine alte Studentenbeziehung wiederaufleben ließ und von ihm als Alleinerbin eingesetzt wurde. Sie war kurz vor seinem Tod noch mit ihm allein im Haus, wo er ihr sagte, dass nach seinem Tod sämtliche in seinem Besitz befindlichen Daten automatisch unwiederbringlich gelöscht würden. Dieses System werde aktiviert, sobald er sich 42 Stunden lang nicht auf seinem Handy angemeldet habe.
Für Wilsberg und Ekki kommen als Täter in Frage: Elmar Barnack, der früher als Pornodarsteller gejobbt hat und dessen damalige Filme nun durch Face23 überall bekannt werden, was seine Ehe und sein Leben schlagartig zerstört hat, sowie Bruno Korati, von dem der Programmcode stammt, den Heller dann gestohlen und damit sein Vermögen verdient hat. Ekki sieht bei Barnack eine der Masken, mit denen der Überfall auf Hellers Haus verübt wurde.
Während Wilsberg, Ekki und wider Willen auch Overbeck, der zur Vorstellung der App anreisen wollte, Alex zu helfen versuchen, kommen sie kriminellen Machenschaften von „Face23“ auf die Spur. Eine verzwickte Verwechslungsgeschichte setzt ein, als Ekki in der Bielefelder Asservatenkammer Hellers Handy entwendet, um dort den Löschmechanismus zu deaktivieren, und stattdessen sein eigenes dort lässt, wodurch aber alle an ihn gerichteten Mitteilungen den Bielefelder Ermittler Drechshage erreichen, der gegen das private Ermittlerteam arbeitet. Einige gefährliche Situationen lösen sich ohne polizeiliche Hilfe auf.
Barnack rächt sich an Sabrina Piewinger, der Chefin von Face23, indem er sie und Alex auf eine Parkbank entführt und droht, Piewinger zu erschießen, sobald mehr als vier Unbekannte ihn dort als Pornodarsteller erkennen. Während der fünfte schon auf sein Handy schaut, tritt Hellers programmierte Datenlöschung in Aktion, da es Ekki trotz vieler Bemühungen nicht gelungen ist, Hellers Handy rechtzeitig zu entsperren, und Face23 funktioniert nicht mehr.
Wie Wilsberg bei Bruno Korati herausfindet, wurde Koratis Frau Katty von Heller schon seit Jahren mit Fotos von einem zurückliegenden One-Night-Stand erpresst. Als sie von der geplanten Protestaktion gegen ihn erfuhr, fuhr sie auch dorthin, schaltete mit der Fernbedienung seinen Herzschrittmacher aus und hoffte, dass das Herzversagen auf die Aktion zurückgeführt werden würde.

## Rezeption

### Einschaltquote
Bei der Erstausstrahlung von Ins Gesicht geschrieben am 2. November 2019 im ZDF wurde der Film in Deutschland von insgesamt 6,05 Millionen Zuschauern gesehen und erreichte einen Marktanteil von 20,3 Prozent.

### Kritik
Der Filmkritiker Tilmann P. Gangloff schrieb in der Frankfurter Rundschau: "Entscheidender für die Qualität des Films als die verschiedenen Mordmotive ist jedoch die clevere Konstruktion des Drehbuchs, das immer wieder unerwartete Haken schlägt. Seinen großen Reiz bezieht der Film zudem aus den vielen originellen Einfällen, die Sixtus und Regisseur Dominic Müller in die Geschichte eingebaut haben."
Für die TV Spielfilm war der „etwas uninspirierte, aber unterhaltsame“ Teil der Serie „mal wieder ein Krimi, in dem die gruselige neue Medienwelt der Bösewicht ist. Im Prinzip spannend, wenn auch etwas vage und harmlos.“ Der Fall sei „dennoch unterhaltsam und besonders für Fans der Reihe ein Spaß.“

## Besonderheiten

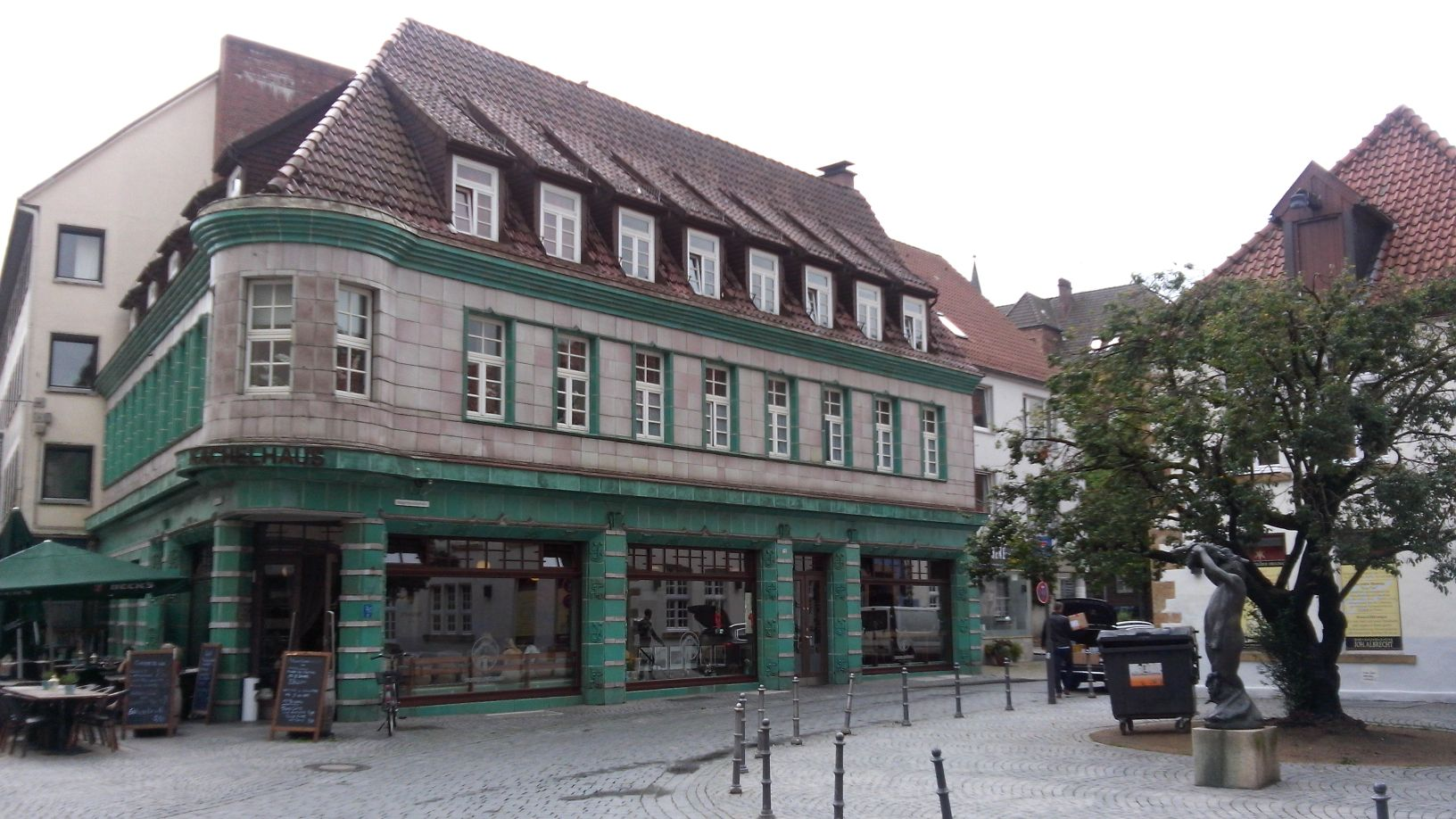
Kachelhaus Bielefeld und Mirabellenplatz 2015

Die Außenaufnahmen entstanden in Bielefeld. Gedreht wurde auf der Sparrenburg, in der Hagenbruch- und in der Neustädter Straße. Zu sehen sind u. a. das Kachelhaus, der Hochbunker No.7 in der Neustädter Straße 17, das Alte Rathaus, die Kunsthalle, die Durchgangsbögen unter den Strebepfeilern von St. Jodokus und der Bürgerpark. Die in typischer Roadmovie-Manier gehaltene Szene, in der Kommissar Overbecks Dienstwagen gestohlen wird, wurde an einer historischen Tankstelle im Norden von Köln gedreht.
Der Verweis auf den Running Gag „Bielefeld“ erübrigt sich, da die gesamte Episode in Bielefeld spielt. Der Wegweiser „Bielefeld 13 km“ aus Folge 60 steht hier vor der Tankstelle, an der Overbecks Wagen abhandenkommt.
Die Episode enthält mehrere interne Running Gags:
- Wilsberg und Manni sind mehrmals an der Imbissbude „Grillparadies“ verabredet, doch Wilsberg erfährt dort immer nur, dass Manni kurz zuvor gehen musste. Die beiden treffen sich nie, Manni erscheint im Film überhaupt nicht.
- In einer allgemein benutzten Navigations-App sind die benachbarten Positionen der Imbissbude „Grillparadies“ und des Firmensitzes von Face23 vertauscht, so dass Ortsunkundige sich stets zunächst am jeweils falschen Ort einfinden.
- Wann immer Overbeck auf Drechshage trifft, gibt er ihm unbeabsichtigt Anlass für eine sarkastische Demütigung. Overbeck verballhornt im Gegenzug dessen Namen zu Drecksack. Selbst Overbecks korrekte Hinweise auf Gefahrsituationen machen ihn lächerlich, weil sie sich beim Eintreffen der Polizei stets schon gelöst haben.

Im Abspann läuft der Titel If You Don’t Know Me By Now von Simply Red aus dem Jahr 1989.